# Trachyderes politus
Trachyderes politus är en skalbaggsart som beskrevs av Bates 1870. Trachyderes politus ingår i släktet Trachyderes och familjen långhorningar.
Artens utbredningsområde är:
- Nicaragua.
- Venezuela.

Inga underarter finns listade i Catalogue of Life.